# 之
【之】 — китайський ієрогліф. Один з 854 ієрогліфів, обов'язкових для вивчення в японській середній школі.Дуже часто використовується на письмі в японській мові.

## Значення
1. йти.
2. досягати.
3. виходити.
4. це, цей.
1) цей, ця, це, ці; він, вона, воно, вони (вказівний займенник).
2) цього, цієї, цих; його, її, їх (присвійний займенник).
3) частка, що підсилює тон висловлювання.
4) частка, що додається до дієслова для благозвучності.
5. суфікс означення (після означення, перед означувальним словом).
6. в, у.
7. і (сполучник).
8. за (деякий час).

- В китайських і корейських словниках:

Ключ: 3 (丿 + 2);  Кількість рисок: 3.
Введення ієрогліфа методом цанзє: 戈弓人 (INO); Введення ієрогліфа чотирикутним методом: 30307. .
- В японських словниках:

Ключ: 3 (丶 + 2);  Кількість рисок: 3.
; . .

## Прочитання
| Китайська         |                   |                   |                   |                 |                 |
| Мандаринська мова | Мандаринська мова | Мандаринська мова | Мандаринська мова | Кантонська мова | Кантонська мова |
| чжуїнь            | піньїнь           | Вейд-Джайлз       | кирилиця          | ютпхін          | Єль             |
| ㄓ                | zhī (zhi1)        | chih1             | чжі               | zi1             | ji1             |

| Корейська |         |               |              |     |          |
|           | хангиль | стара латинка | нова латинка | Єль | кирилиця |
| Звук:     | 지      | chi           | ji           | ci  | чі       |
| Назва:    | 갈      | kal           | gal          | kal | каль     |

| Японська |                                                     |                                                      |                                                   |
|          | кана                                                | латинка                                              | кирилиця                                          |
| Он:      | し                                                  | shi                                                  | сі                                                |
| Кун:     | ゆく これ この                                      | yuku kore kono                                       | юку коре коно                                     |
| Ім'я:    | いたる くに これ つな のぶ ひさ ひで ゆき よし より | itaru kuni kore tsuna nobu hisa hide yuki yoshi yori | ітару куні коре цуна нобу хіса хіде юкі йосі йорі |